# Dúngal mac Selbaig
Dúngal mac Selbaig va ser rei dels escots de Dál Riata del 723 al 726, i pretendent del 733 al 736.

## Regnat
Havent esdevingut rei de Dál Riata l'any 723 després de l'abdicació del seu pare Selbach mac Ferchair, Dúngal mac Selbaich, sobrenomenat "l'impetuós" pel Duan Albanach que li atribueix un regnat de 7 anys, va ser tanmateix expulsat del tron el 726 per Eochaid mac Echdach, cap del Cenél Gabráin.
Va intentar en va de recuperar-lo a la batalla d'Irros Foichnae (Ross Feochan prop de Loch Awe a Argyll) l'any 727, durant la qual el seu pare va abandonar el monestir temporalment per participar-hi. Per altra banda, el Tairpert Boitir , una plaça forta situada a Kintyre del Cenél nGabrain va ser cremada quatre anys més tard.

## Pretendent
Després de la mort d'Eochaid el 733, i malgrat la desaparició del seu pare Selbach el 730, Dúngal va intentar reclamar el tron en contra del germà d'Eochaid, Alpin mac Echdach. Els Annals d'Ulster i els Annals de Tigernach assenyalen llavors, el mateix any, que:
Dungal mac Selbaich va profanar l'illa de Torach quan va segrestar Bridei (és a dir, el fill del rei picte Óengus I) i al mateix temps va envair l'illa de Cuienrigi.
Segons els Annals de Tigernach, la flota de Dál Riata va intervenir a Irlanda el 733 al costat del gran rei Flaithbhertach del Cenél Conaill contra el seu rival Áed Allán del Cenél nEógain, i va perdre molts homes morts o ofegats al riu Bann.
L'any 734 Dun Leithfinn va ser, sens dubte, destruït pels pictes després que Dúngal fos ferit, i va fugir a Irlanda per escapar del poder d'Óengus mac Fergus, rei dels pictes. El 736, segons els Annals, “Óengus mac Fergus rei dels pictes arrasa el territori de Dál Riata, pren Dunnad i crema Creic (?), i empresona dos fills de Selbach (Dúngal i Feradach)". El destí de Dúngal no es coneix.